# Lilla Kumlan
Lilla Kumlan är en sjö i Ljusnarsbergs kommun i Västmanland och ingår i Norrströms huvudavrinningsområde. Sjön har en area på 0,0798 kvadratkilometer och ligger 182,1 meter över havet. Sjön avvattnas av vattendraget Kumla älv (Mörtjärnsbäcken).

## Delavrinningsområde
Lilla Kumlan ingår i det delavrinningsområde (664822-144914) som SMHI kallar för Mynnar i Arbogaån. Medelhöjden är 249 meter över havet och ytan är 9,35 kvadratkilometer. Räknas de 2 avrinningsområdena uppströms in blir den ackumulerade arean 42,91 kvadratkilometer. Kumla älv (Mörtjärnsbäcken) som avvattnar avrinningsområdet har biflödesordning 3, vilket innebär att vattnet flödar genom totalt 3 vattendrag innan det når havet efter 271 kilometer. Avrinningsområdet består mestadels av skog (83 procent). Avrinningsområdet har 0,08 kvadratkilometer vattenytor vilket ger det en sjöprocent på 0,8 procent.